# Can Sans (Montcada i Reixac)
Can Sans és un edifici al municipi vallesà de Montcada i Reixac catalogat a l'Inventari del Patrimoni Arquitectònic de Catalunya. Casa documentada l'any 1456. Fou seu dels membres del Consell de Cent. L'Ajuntament ha deixat que l'Associació de Veïns de Santa Maria de Montcada hi organitza activitats. Ara bé, a fi i a efecte de no arribar a la pèrdua total de l'edifici i el seu ús, caldria fer una recuperació gairebé total de la coberta, doncs els veïns mínimament han intentat salvaguardar l'interior, però en part no seria total sense una restauració de la teulada. El gener de 2013, tenint en compte el mal estat de conservació que presentava l’edifici, l'ajuntament va procedir finalment al desmuntatge controlat de les ruïnes.

## Descripció
Edifici de planta rectangular, de tipus II segons la classificació de Josep Danés, amb coberta a dues vessants, però en aquest cas, un carener horitzontal a la façana. Malgrat el mal estat actual, és un edifici de peculiar importància tant per la construcció com per la situació en un dels accessos a Montcada, lloc de pas obligat. La façana principal presenta una distribució d'obertures (portes i finestres) que si més no, conserven el seu emmarcament primigeni, tot i que moltes són tapiades. Presenta planta baixa i dos pisos. Queden restes de la portalada que tancava el pati interior que comença a partir de la meitat de la façana cap a l'esquerra. Té teuladeta a dues vessants i porta rectangular d'arc rebaixat. És una tipologia de portalada força particular per la situació, la meitat de la façana principal queda fora de la tanca.
A la planta baixa hi ha la porta d'entrada, rectangular i d'arc rebaixat. A l'esquerra es conserva l'adovellat de l'arc rodó de mig punt, d'un cos totalment, a hores d'ara, enderrocat. Podria ser l'antic accés a la casa o a qualsevol altre cos. Al primer pis es conserven tres finestres rectangulars amb pedres grosses d'emmarcament i llinda d'una sola peça. Sota teulada, segon pis i golfes, hi ha tres finestres rectangulars més petites. Ràfec incipient amb una filada de teules decoratives. Parament de pedres sense escairar i maons. Presenta pedres cantoneres.
El 2013 va ser derruïda, però se'n conservà la base perquè se'n pogués apreciar la planta.